# Mile 22
Mile 22 ist ein US-amerikanischer Actionfilm von Peter Berg aus dem Jahr 2018. In den USA kam der Film am 17. August 2018 in die Kinos, in Deutschland erfolgte der Start am 13. September 2018.

## Handlung
Elite-Agent James Silva (alias Child 1) ist der operative Leiter der US-amerikanischen Geheimorganisation Overwatch, einer Spezialeinheit der CIA, die von der US-Regierung immer dann hinzugezogen wird, wenn Diplomatie oder offizielle Militärinterventionen nicht zum gewünschten Ergebnis führen. Dabei wird das Team vor Ort stets durch die von James Bishop (alias Mother) geleitete, an einem streng geheimen Ort außerhalb der USA befindliche Einsatzzentrale mittels Drohnen überwacht und unterstützt. Bishop genehmigt auch jeweils Tötungen. Zu Beginn des Films soll das Team mehrere Lieferungen von hochgiftigem, radioaktivem Caesium sicherstellen, bevor es für Anschläge eingesetzt wird. Dazu dringt das Team in ein sicheres Haus des russischen Geheimdienstes FSB in den USA ein. Dabei wird die Overwatch-Agentin Alice Kerr verwundet und alle im Haus anwesenden Personen getötet. Auch Anatole Kuragin, der achtzehnjährige Sohn einer FSB-Generalin, der bei einer Explosion aus dem Fenster stürzt, wird von Silva erschossen, obwohl er ihn anfleht, ihn nicht zu töten.
Sechzehn Monate später flüchtet Li Noor, Polizeioffizier in einem fiktiven Land in Asien, in die dortige US-Botschaft. Er bietet Informationen über den Verbleib der restlichen Caesium-Lieferungen an, wenn er dafür aus dem Land geschafft wird und ihm Asyl in den USA gewährt wird. Mit der lokalen Regierung habe er abgeschlossen, da diese für den Tod seiner Eltern verantwortlich sei. Kerr setzt sich für ihn ein. Noor weigert sich allerdings, das Passwort für die Entschlüsselung einer Speichereinheit mit Selbstzerstörungsmechanismus, auf der sich die Daten befinden, mitzuteilen, bevor er das ihn ausfliegende Flugzeug betreten hat. Während Noor getestet und ihm wie auch den Teammitgliedern Sensoren für die Fernüberwachung seiner Vitalfunktionen injiziert werden, fordert Axel, Vertreter des örtlichen Geheimdienstes, seine Herausgabe. Ein Mordanschlag durch einheimische Botschaftsangestellte schlägt fehl, da Noor über beachtliche Fähigkeiten im Nahkampf verfügt. Silva erklärt sich bereit, Noor zu einer 22 Meilen entfernten Landebahn zu bringen, wo ihn ein US-Flugzeug aufnehmen soll. Der Transport wird u. a. von bewaffneten Motorradfahrern, die unter Axels Kommando stehen, angegriffen. Während eines kurzen Ausfalls der Videoübertragung wird eine Bombe an einem der Fahrzeuge von Overwatch platziert, die explodiert. Dennoch können die Angreifer vorerst zurückgeschlagen werden, aber ein Teammitglied wird tödlich verwundet. Silva überlässt ihr zwei Handgranaten, sodass sie die auf sie zustürmenden Angreifer mit in den Tod nehmen kann. In einer kurzen Szene sieht der Zuschauer eine Einsatzleitstelle ähnlich der von Overwatch, die allerdings von Personen in Uniform besetzt ist. Die Überlebenden – Silva, Noor, Kerr und William Douglas, ein weiterer Overwatch-Agent – ziehen sich in ein Restaurant zurück. Als Axel davor auftaucht, spricht Silva entgegen Bishops Anweisungen mit ihm. Er wird aufgefordert, Noor zu übergeben, weigert sich jedoch. Im Restaurant explodiert eine Granate und nur mit Noors Hilfe können die feindlichen Agenten unter den Restaurantbesuchern zurückgeschlagen werden. Der schwer verletzte Douglas verschafft ihnen den nötigen Vorsprung für die Fortsetzung der Flucht, bevor er selbst stirbt. In einem Wohnhaus wird Kerr von den beiden anderen getrennt, rettet einem kleinen Mädchen das Leben und wird dann von einem einzelnen Angreifer in Bedrängnis gebracht. Währenddessen bekämpfen Noor und Silva weitere Angreifer und das kleine Mädchen bringt sie, kurz bevor der Angreifer Erfolg hat, zu Kerr. Erneut wird die andere Einsatzzentrale eingeblendet und dort berichtet, dass die Zielkoordinaten klar und ein Team unterwegs seien. Auf der weiteren Flucht mit einem Fahrzeug trifft das Overwatch-Team auf Axel in seinem Fahrzeug, das aber auf Silvas Bitte hin von einer Rakete der Überwachungsdrohne zerstört wird. Gerade noch rechtzeitig auf dem Flugfeld eingetroffen, betreten Noor und Kerr das Flugzeug und Silva erhält wie zugesagt das Passwort. Beim Start bemerkt Bishop einen Anstieg der Herzfrequenz von Noor und Kerr das Fehlen der Pistole im Holster des Flugbegleiters. Silva und Bishop realisieren, dass Noor in Wahrheit für den FSB gearbeitet hat. Ziel war es, das Overwatch-Team in eine Falle zu locken. Im Hintergrund ist Funkverkehr mit „Mayday“-Rufen zu hören und in einer weiteren Szene stürmen Bewaffnete die Overwatch-Einsatzzentrale in Kolumbien und töten alle Anwesenden außer Bishop. Der Film endet mit einer Nachbesprechung, in der Silva über seine Erkenntnisse berichtet. Teile daraus waren bereits vorher aus dem Off zu hören, so die Anmerkung, dass das Team den eigenen Funkverkehr für abhörsicher gehalten hätte. Nach dem Ende der Besprechung nimmt Silva ein Bild von Noor und schwört Rache.

## Produktion
Die Regie führte Peter Berg, das Drehbuch stammt von Lea Carpenter und Graham Roland.
Die Filmmusik wurde von Jeff Russo komponiert. Der Soundtrack zum Film, der insgesamt 20 Musikstücke umfasst, wurde am 17. August 2018 von Sony Classical als Download veröffentlicht.
Bereits vor Kinostart von Mile 22 wurde eine Fortsetzung des Films angekündigt. Seine Premiere feierte der Film am 9. August 2018 in Los Angeles. Am 13. Mai 2020 wurde er in das Programm von Amazon Prime Video aufgenommen.

## Rezeption
Der Film erhielt überwiegend negative Kritiken. Bei Rotten Tomatoes sind 22 Prozent der 177 gesammelten Kritiken positiv, während bei Metacritic 38 Prozent von 36 Rezensionen positiv sind.
Für Kai Mihm von epd Film fehlt die Wucht bisheriger Peter-Berg-Filme wie Lone Survivor (2013) oder Operation: Kingdom (2007). So spielt Mile 22 sich „in einem vollkommen belanglosen Kontext“ ab, in dem „[n]icht einmal [die] durchaus spannenden Actionszenen […] wirklich originell“ sind.
Thomas Söcker von Moviebreak.de kann dem Film „[e]ine gewisse Faszination […] nicht absprechen“, dennoch steht sich Mile 22 durch seine „exzessive Inszenierung und tonale Unentschiedenheit aber oftmals selbst im Weg“.
Für Filmstarts ist Mile 22 „ein auf Dauer etwas eintöniges Action-Feuerwerk“, das sich auf der „Zielgeraden plötzlich als sehr viel subversiver erweis[t]“ und letztlich jedoch „eher ein interessanter als ein wirklich guter Film“ ist.
Der Filmdienst lobte Mile 22 hingegen als „kluge[n] Actionfilm“, der „eine Vielfalt militärischer Überwachungstechnologie mit ins Spiel“ bringe und „brillante Kampfkunst auf naher Distanz“ zeige.
Der Film spielte weltweit 66,3 Millionen US-Dollar ein, davon 36,1 Millionen US-Dollar in den USA.